# ریاضی شیمی
ریاضی شیمی یا در ترجمه‌ای تحت‌الفظی‌تر شیمی ریاضیاتی (به انگلیسی: Mathematical chemistry) حوزه‌ای از تحقیقات مربوط به کاربردهای جدید ریاضیات در شیمی است؛ و در واقع مدل کردن پدیده‌های شیمیایی است. همچنین شیمی ریاضیاتی گاهی شیمی رایانه‌ای نامیده می‌شود اما نباید با شیمی محاسباتی اشتباه گرفته شود.

شاخه‌های اصلی شیمی ریاضیاتی عبارتند از: نظریه گراف شیمیایی که مربوط به توپولوژی است مثل تحقیقات ریاضی روی همپارها و ارتقای توصیف‌های توپولوژیکی یا فهرست‌هایی که کاربردهایی در ارتباط کمی ساختار-فعالیت دارند. مثل جنبه‌های شیمیایی نظریه گروه‌ها که کاربردهایی درشیمی فضایی و شیمی کوانتومی دارد.

پیدایش این شاخه شاید به قرن ۱۹ ام برگردد. جورج هلم آلمانی رساله‌ای را با نام اصول شیمی ریاضیاتی: تکاپوی پدیده شیمیایی در سال ۱۸۹۴ منتشر کرد. برخی از ناشران دوره‌ای تخصصی آن زمان در این رشته تطابق ارتباط در ریاضیات و شیمی رایانه‌ای و مجلهٔ شیمی ریاضیاتی بودند که به ترتیب اولین بار در سال‌های ۱۹۷۵ و ۱۹۸۷ منتشر شدند. در سال ۱۹۸۶ مجموعه‌ای از کنفرانس‌های سالانه در دوبروونیک برگزار شد که بنیان‌گذار آن آنتی گری اووک بود.

مدل‌های اولیه برای شیمی ریاضیاتی، گراف‌های مولکولی و فهرست‌های توپولوژیکی بود.

در سال ۲۰۰۵ آکادمی بین‌المللی شیمی ریاضیاتی در دوبروونیک توسط میلان راندیک تأسیس شد. اعضای این آکادمی از سرتاسر جهان ۸۲ (۲۰۰۹) بوده که شامل ۶ دانشمندی است که جایزه نوبل برده‌اند.